# Tempelarbeit

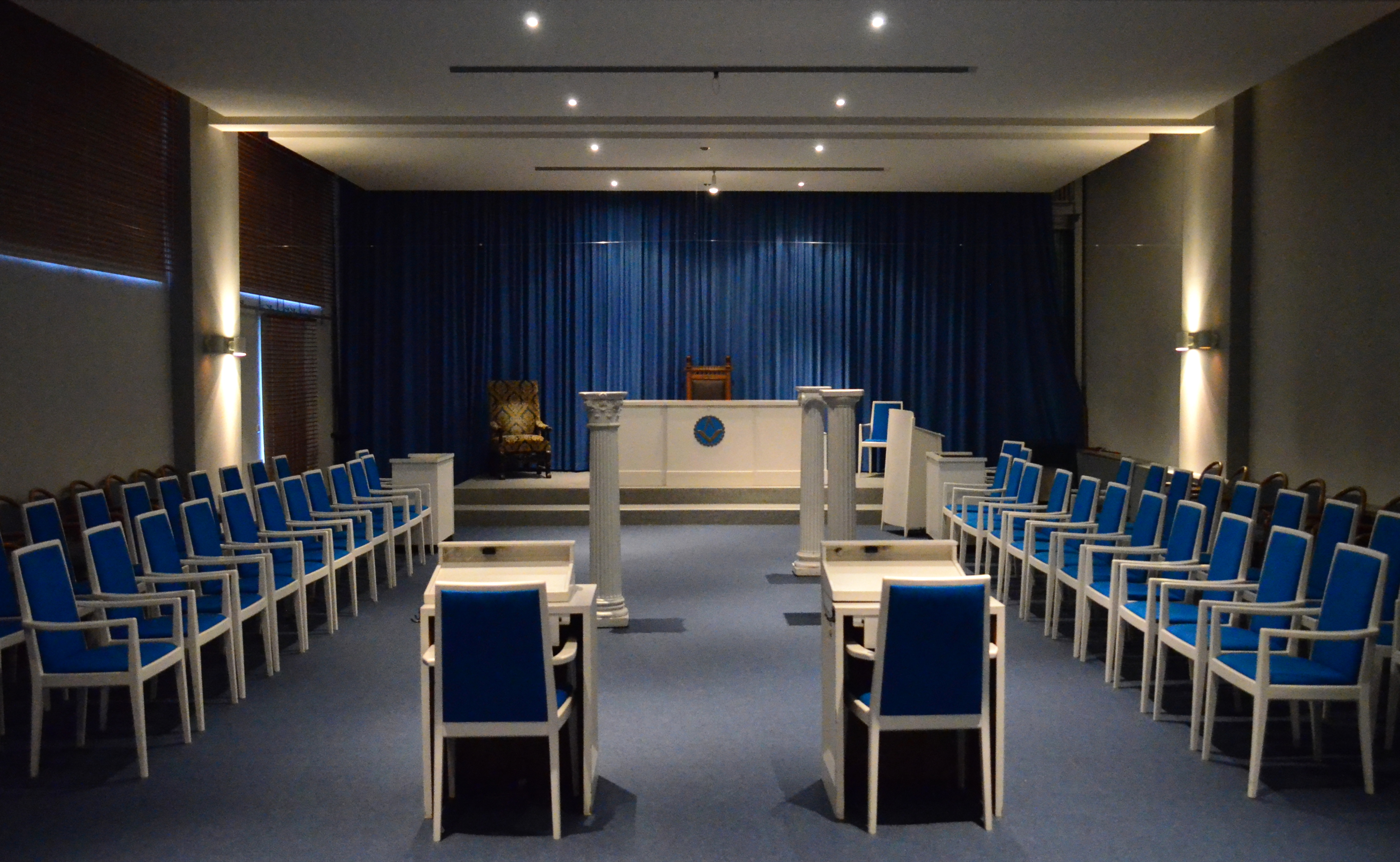
„Tempel“ der Loge Carl zur gekrönten Säule in Braunschweig

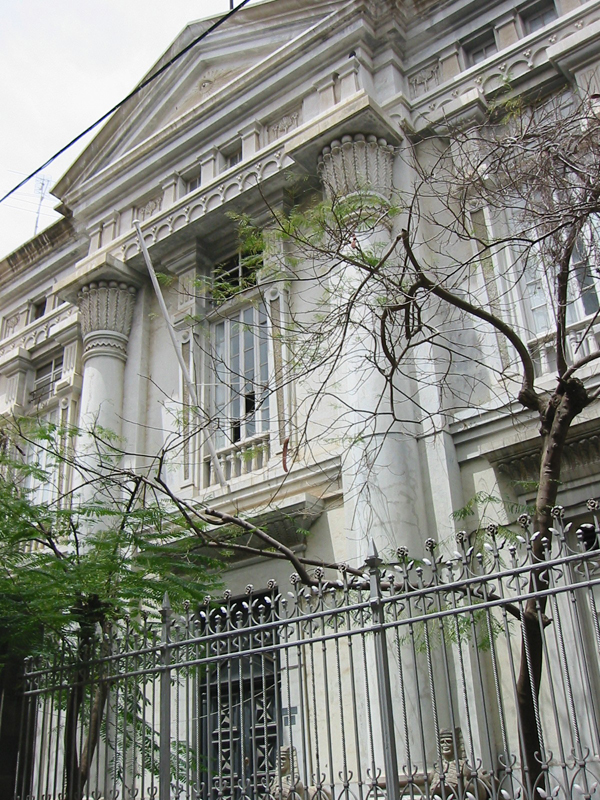
Freimaurer-Tempel von Santa Cruz de Tenerife

Als Tempelarbeit bezeichnen die Freimaurer und Mormonen jeweils ihre geschlossenen rituellen Versammlungen. 
In der Freimaurersprache steht der Begriff „Tempel“ einerseits für den Ritualraum im Logenhaus und andererseits, in sinnbildlicher Art und Weise, für die Verkörperung der angestrebten freimaurerischen Ideale, welche die Bruderschaft der Freimaurer symbolhaft mit dem Salomonischen Tempel gleichsetzt. Jeder Bruder soll, gleich einem „Stein“, durch das Ausführen der Rituale in den Gesamtbau eines solchen „Tempels“ eingefügt werden oder, weniger metaphorisch gesprochen, freimaurerisches Gedankengut in die Tat umsetzen. 
| Initiation eines Suchenden Stich, 1745 in Frankreich   |
| Gesellen-Beförderung Kupferstich, 18. Jahrhundert      |
| Meister-Erhebung eines Gesellen Stich, 18. Jahrhundert |
| Instruktionsarbeit im 18. Jahrhundert                  |

## Grundlagen und Historisches
Die bei der Tempelarbeit der Freimaurerei verwendete Symbolik besteht in ihrer grundlegenden rituellen Form aus verschiedensten Bildern und Handlungen, die häufig historisch tradiert sind und denen bestimmte Wechselwirkungen mit dem Gemüt der Ausführenden zugeschrieben werden. 
Ritualtexte aus den Anfängen der Freimaurerei sind nicht erhalten, eine Rekonstruktion der ursprünglichen Gebräuche ist daher schwierig. Die Rituale waren im Laufe der Zeit häufig Veränderungen unterworfen und sind in der Freimaurerei nicht einheitlich; sie gleichen sich aber grundsätzlich in ihrem Aufbau der drei Johannisgrade.
In der zweiten Hälfte des 18. Jahrhunderts hatte sich mit der sogenannten „Strikten Observanz“ ein komplexes System von hierarchischen Abstufungen in der europäischen Freimaurerei etabliert. Zu Beginn der 1780er Jahre begann eine Gegenbewegung einzusetzen, die sich wieder auf das alte Ritual der drei Grade (Lehrling – Geselle – Meister) besann.
In diesem Reformprozess forderte Georg Heinrich Sieveking zusätzlich die Abschaffung der „Hieroglyphen und Symbole“ und bezeichnete diese und die Gebräuche als Farce. Friedrich Ludwig Schröder antwortete darauf mit seiner Rede über „Sittlichkeit und Gefälligkeit als Urstoff der Freundschaft sowie über unsere Bilderzeichen und Geheimnisse“ in seiner Loge Emanuel. Darin setzte er diese Forderung mit der Auflösung der Freimaurerei gleich und zeigte deren Relevanz für die große Bruderkette auf. Dies führte zu Rededuellen zwischen beiden und resultierte schließlich darin, dass Sieveking am 10. April 1790 sein Amt als Meister vom Stuhl niederlegte und sein bisheriges Engagement in der Freimaurerei aufgab.
Unter Berücksichtigung altenglischer Ritualtexte machte man sich im 18. Jh. daran, freimaurerische Rituale in ihrem vermuteten Ursprungssinn zu rekonstruieren. Hierbei kommt Friedrich Ludwig Schröder besonderes Verdienst zu. Als historischer Autodidakt sammelte er Materialien zur Geschichte der Freimaurerei seit ihrer Entstehung bis 1723, die er im Jahr 1815 veröffentlichte. Aufgrund dieser Studien schuf er in Zusammenarbeit mit Johann Gottfried Herder deutsche Rituale für die drei Grade, die noch heute als Schrödersche Lehrart in Gebrauch sind und sich durch ihre schlichte Klarheit und rituelle Dynamik auszeichnen.
Gemäß den Verlautbarungen der Freimaurer sei die individuelle Interpretation und Deutung der verwendeten Symbolik nicht dogmatisch festgeschrieben, vielmehr werde der Freiheit der Betrachtungsweise des Einzelnen eine bedeutende Rolle beigemessen. Stimulanzien wie Weihrauch oder Trancetechniken als Bestandteile der Rituale werden abgelehnt.
Das der Freimaurerei häufig vorgeworfene Zurückhalten von Informationen über detaillierte Formen und Inhalte der Rituale begründet diese einerseits durch selbstauferlegtes Stillschweigen zum Schutz ihrer Mitglieder und des „Wissens“ (Siehe auch: Arkanprinzip), aber auch damit, dass persönliche Ritualerlebnisse grundsätzlich nicht mitteilbar seien.

## Ablauf und Bekleidung
Getragen wird der Ablauf des Rituals durch ein festgelegtes Wechselgespräch des Meisters vom Stuhl mit dem sog. Ersten und Zweiten Aufseher. In kontinentaleuropäischen Logen gehört ein Vortrag des Redners über freimaurerische oder andere Themen zur Tempelarbeit (genannt Zeichnung).
Freimaurer tragen zur Logenarbeit eine bestimmte traditionelle Bekleidung. Diese besteht heute u. a. aus einem dunklen Anzug oder Smoking, dem Schmuckabzeichen der jeweiligen Loge (dem sogenannten „Bijou“), dem symbolischen Maurerschurz, weißen Handschuhen und dem in manchen Logen noch üblichen so genannten „hohen Hut“, einem Zylinder.